# Lassie, wróć! (film)
Lassie, wróć! (ang. Lassie Come Home) – amerykański film familijny z 1943 w reżyserii Freda M. Wilcoxa na podstawie powieści Erica Knighta pod tym samym tytułem. Film zadedykowany autorowi książki, który w trakcie produkcji filmu zginął podczas II wojny światowej.

## Fabuła
Gdy w latach 30. XX wieku w niewielkim mieście górniczym w Yorkshire bezrobocie gwałtownie wzrasta, ciężka sytuacja materialna zmusza mieszkającą w nim rodzinę Carraclough do sprzedaży Lassie, suki rasy collie. Mały Joe, najbardziej związany z Lassie, nie może się pogodzić z utratą ukochanego zwierzęcia. Tymczasem Lassie ucieka od nowego właściciela, księcia Rudling kolekcjonującego rasowe psy. Opiekun jego psów, Hynes przyprowadza Lassie, która ponawia próbę ucieczki.
Kiedy pies po raz kolejny pojawia się pod szkołą Joego, chłopiec postanawia uciec z domu wraz z nią. Sam, ojciec Joego odnajduje ich oboje na bagnach i prowadzi Lassie z powrotem do księcia. Joe prosi Priscillę, wnuczkę księcia, o odpowiednią opiekę nad psem. Lassie zostaje wywieziona na wystawę do Szkocji i tu ma zostać na stałe. Gdy źle traktujący Lassie Hynes niechętnie wyprowadza ją na spacer, ta korzysta z okazji i ucieka z posiadłości księcia. Przemierzając wybrzeże, ranna, chroni się przed burzą w owczarni.
W trakcie swej wędrówki Lassie przechodzi przez teren owczarzy, którzy biorą ją za zdziczałego psa. Napuszczają na nią swego wilczura Satana i psy wdają się w brutalną walkę. Lassie wychodzi z niej zwycięsko, choć odnosi rany i owczarze postanawiają ją oszczędzić. Kolejną przeszkodą na drodze coraz bardziej zmęczonej Lassie jest przepłynięcie przez rzekę gdzieś w Anglii. W ostatniej chwili trafia pod opiekę starego małżeństwa, które sądząc, że jest bezpańska, decyduje się ją przygarnąć. Gdy u Lassie uaktywnia się nawyk przychodzenia pod szkołę Joego o 16:00, małżeństwo domyśla się, że może mieć właściciela i z ciężkim sercem ją puszczają wolno.
Lassie natrafia na wóz objazdowego handlarza Rowliego i jego suki – maltańczyka Toots. Rowlie włącza Lassie do swych ulicznych pokazów. Podczas jednego z nich dwóch włóczęgów śledzi Rowliego, chcąc go okraść. Ostatecznie zostają przegonieni przez Lassie, lecz w trakcie walki ginie Toots. Na rozstaju dróg Rowlie żegna się Lassie i ich drogi się rozchodzą.
Lassie dociera do miasta, gdzie ucieka przed rakarzami. Zmuszona jest do skoku z wysokości, co kończy się urazem łapy i utykaniem. W końcu wycieńczona przychodzi pod drzwi wciąż biednych Carracloughów. Ci nie mogą nadziwić się determinacji psa i w tej sytuacji postanawiają go zatrzymać, bez względu na okoliczności. Gdy książę i Priscilla przyjeżdżają, rodzina ukrywa ją przed nimi. Książę przyjechał jednak zaproponować Samowi pracę przy psich kojcach. Gdy Lassie się ujawnia, Carraouglowie mówią, że to inny pies, a książę zaskoczony wiernością Lassie udaje, że im wierzy. Lassie mając z powrotem dawną obrożę przybywa pod szkołę Joego, by się z nim spotkać.

## Obsada
- Pal – Lassie
- Roddy McDowall – Joe Carraclough
- Donald Crisp – Sam Carraclough
- Elsa Lanchester – pani Carraclough
- Elizabeth Taylor – Priscilla
- Nigel Bruce – książę Rudling
- J. Pat O’Malley – Hynes
- Edmund Gwenn – Rowlie Palmers
- May Whitty – Dally Fadden
- Ben Webster – Dan’l Fadden
- Alan Napier – Jock
- Arthur Shields – Andrew
- John Rogers – Snickers
- Alec Craig – Buckles
- George Broughton – Allen

## Produkcja
Film Lassie, wróć!, docelowo kręcony dla młodszej widowni, został zaplanowany jako niskobudżetowy i czarno-biały. W roli Lassie wystąpił psi aktor Pal, który w odróżnieniu od granej przez siebie postaci, nie był suką. Pierwotnie Pal został odrzucony z 1,5 tysiąca psów występujących w castingu do roli tytułowej, z powodu swej płci, zbyt dużych oczu i płaskiej głowy oraz charakterystycznej białej łaty na czole. Do roli tytułowej bohaterki zatrudniono nagradzaną na psich pokazach sukę collie, zaś Pal został zatrudniony jako dubler w scenach kaskaderskich, w których jako samiec prezentował się bardziej imponująco. Właściciel Pala, treser psów Rudd Weatherwax został zatrudniony do trenowania suki.
W trakcie kręcenia filmu podjęto decyzję o wykorzystaniu ogromnej powodzi rzeki San Joaquin w środkowej Kalifornii w celu uzyskania spektakularnego materiału filmowego. Samica collie wciąż trenowała i odmówiła wejścia do wód powodzi. Weatherwax był na miejscu z Palem i zaproponował, że jego pies wykona pięcioetapowe zadanie. Pal przepłynął rzekę, wyciągnął się, położył bez strząsania wody ze swej sierści, próbował czołgać się leżąc na boku i wreszcie leżał nieruchomo, całkowicie wyczerpany.
Zrobiło to ogromne wrażenie na reżyserze Fredzie M. Wilcoxie i producenci zdecydowali nakręcić film od nowa zastępując sukę Palem. Niektóre źródła podają, że suka została zastąpiona, gdy zaczęła intensywnie linieć podczas kręcenia filmu latem. Zarząd MGM zdecydował o przeniesienie produkcji do filmu klasy A z pełnym wsparciem reklamowym i kręceniem w technicolorze. Pal z entuzjazmem wykonywał swoją pracę, w tym kaskaderkę, rzadko wymagając wielokrotnych dubli.